# Coșlariu, Alba
Coșlariu (în maghiară Koslárd, în română colocvial Coșlar) este un sat în comuna Sântimbru din județul Alba, Transilvania, România. Este situat la o distanță de 16 km de municipiul Alba Iulia.
Ca localizare geografică se află în culoarul Alba Iulia-Turda, pe valea Mureșului.

## Istoric

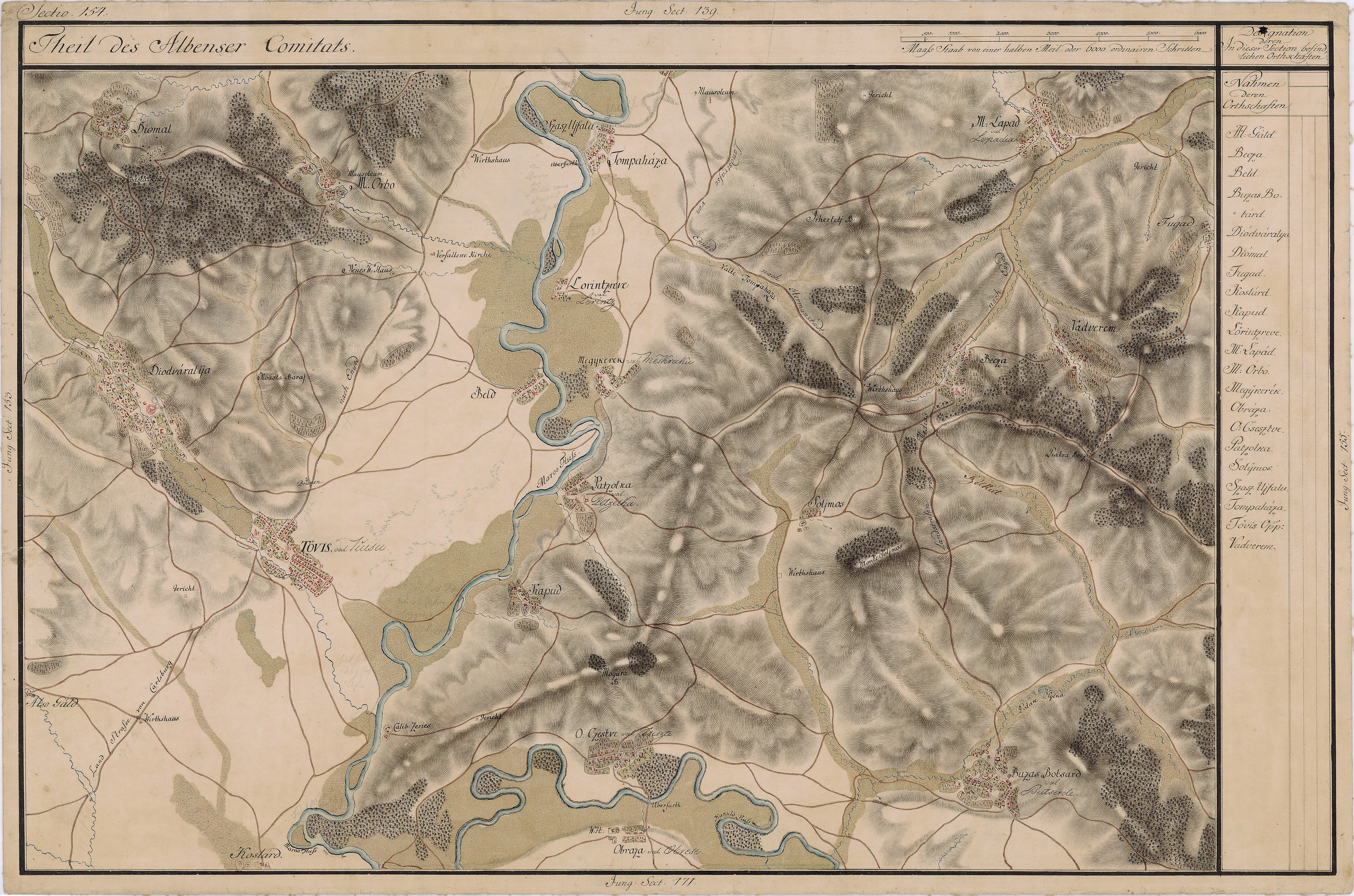
Coșlariu în Harta Iosefină a Transilvaniei, 1769-73

„În anul 1948, când a început prigoana împotriva greco-catolicilor, într-o noapte, ne-am trezit cu cei de la Miliția Alba lulia, care l-au arestat pe soțul meu; în același timp l-au luat și pe fiul meu, Ioan, în vârstă de zece ani. Acolo au căutat să-l facă să adere la ortodoxism și să îndemne și pe alți preoți să-și lepede credința greco-catolică. Soțul meu a refuzat. După ce a fost supus la fel de fel de presiuni psihice, făcându-i-se tot soiul de promisiuni, i-au dat drumul acasă, pentru a se mai gândi. A plecat imediat la Teiuș, împreună cu protopopul Magda, unde s-a întâlnit cu mai mulți preoți. Între timp, au venit de la Securitate, pentru a-l aresta, dar nu l-au găsit. Eu l-am înștiințat să nu vină acasă de la Teiuș, ceea ce a și făcut. În noaptea aceea, în jurul orei 1, au venit doi securiști. Cum au intrat în casă, au întrebat de soțul meu. Văzând că nu este acasă, au scos pistolul, au început să înjure. Mi-au pus pistolul în piept strigând: "Ori îl dai pe popa, ori te împușcăm pe tine. Vă împușcăm pe toți greco-catolicii, numai voi sunteți împotriva comunismului și a colectivizării". Unul dintre ei era beat; a tras câteva gloanțe în perete. Numai Dumnezeu m-a scăpat atunci cu viață pe mine și copiii mei. După plecarea lor, soțul meu a venit acasă. Primarul, împreună cu Mastici și Bărbuți, doi comuniști înflăcărați, ne-au dat afară din casă într-o noapte, pe noi doi și pe cei trei copii, spunând că tot ce avem în casă aparține statului. Am plecat cu toții la părinții mei, la Galda de Sus, județul Alba, iar soțul meu, fiind urmărit de Securitate, s-a ascuns în comuna Cistei, la fratele meu, unde a stat mai mult timp. Fratele meu, Micu Petru, era urmărit și el de Securitate, pentru că era în legătură cu partizanii din Munții Apuseni. A fost arestat în 1949 ca trădător de țară; a trecut prin închisorile din Alba, Gherla, Aiud, și Poarta Albă. După o vreme am fost nevoiți să părăsim Galda de Sus și ne-am dus la Mesentea, unde am locuit într-o moară părăsită. A venit la Mesentea și soțul meu dar, cum a ajuns, a venit Securitatea și l-a arestat, acuzându-l că, atunci când era preot în Coșlar, s-a rugat să cadă guvernul și l-a blestemat pe Gh. Gheorghiu-Dej. După câtva timp, l-au eliberat. S-a angajat la Aiud, ca muncitor necalificat la Electro-Montaj, apoi magazioner la Gostat, de unde a ieșit la pensie. După pensionare, ne-am mutat la Deva. Tot timpul - și în perioada în care a fost angajat și după pensionare - familia noastră a fost în atenția Securității. Preotul Izidor Aldea a decedat în 19 decembrie 1988, în timp ce oficia Sfânta Liturghie, adică slujindu-l pe Domnul Dumnezeu așa cum a făcut o viață întreagă.”

## Imagini

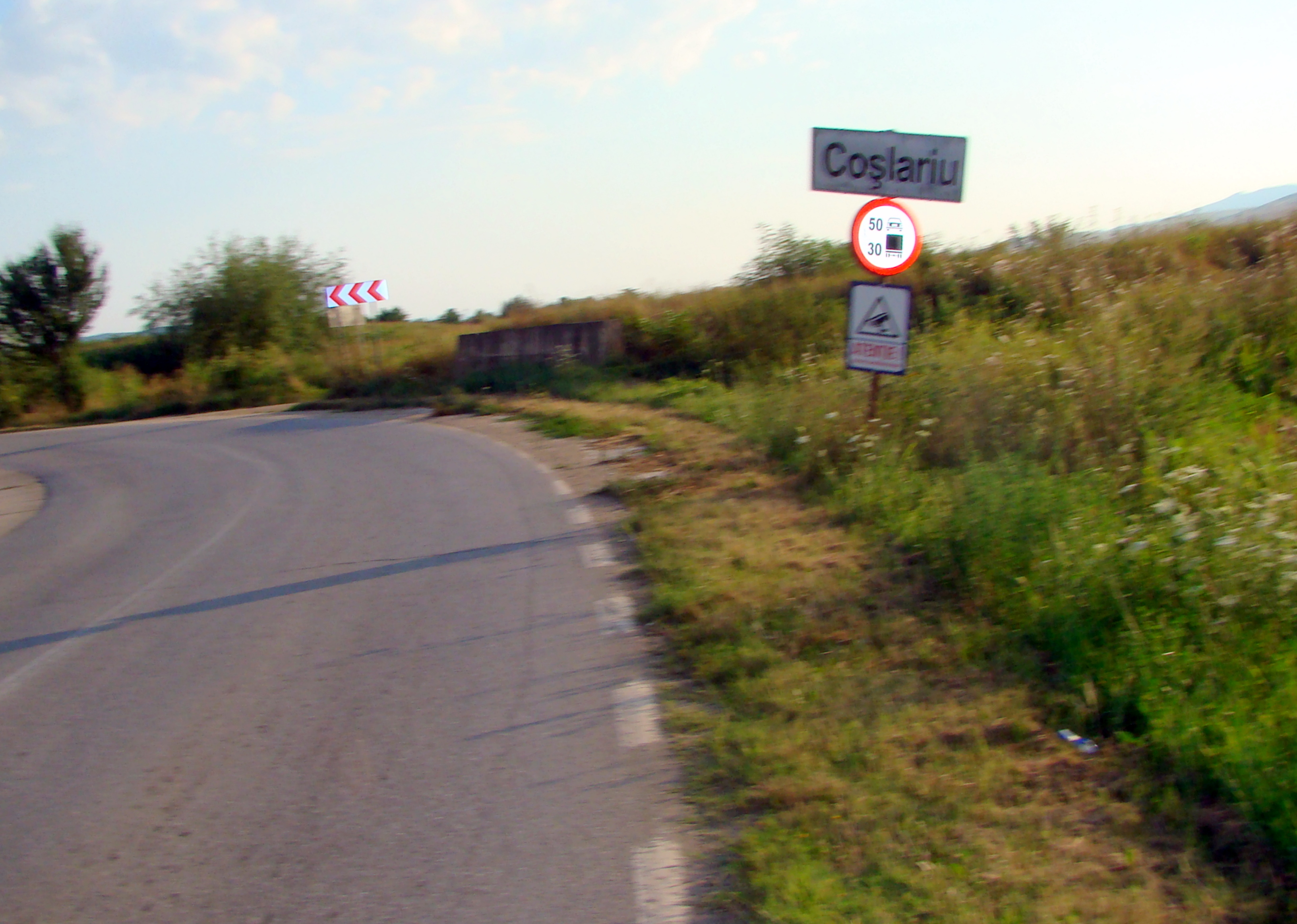
Intrarea în localitate
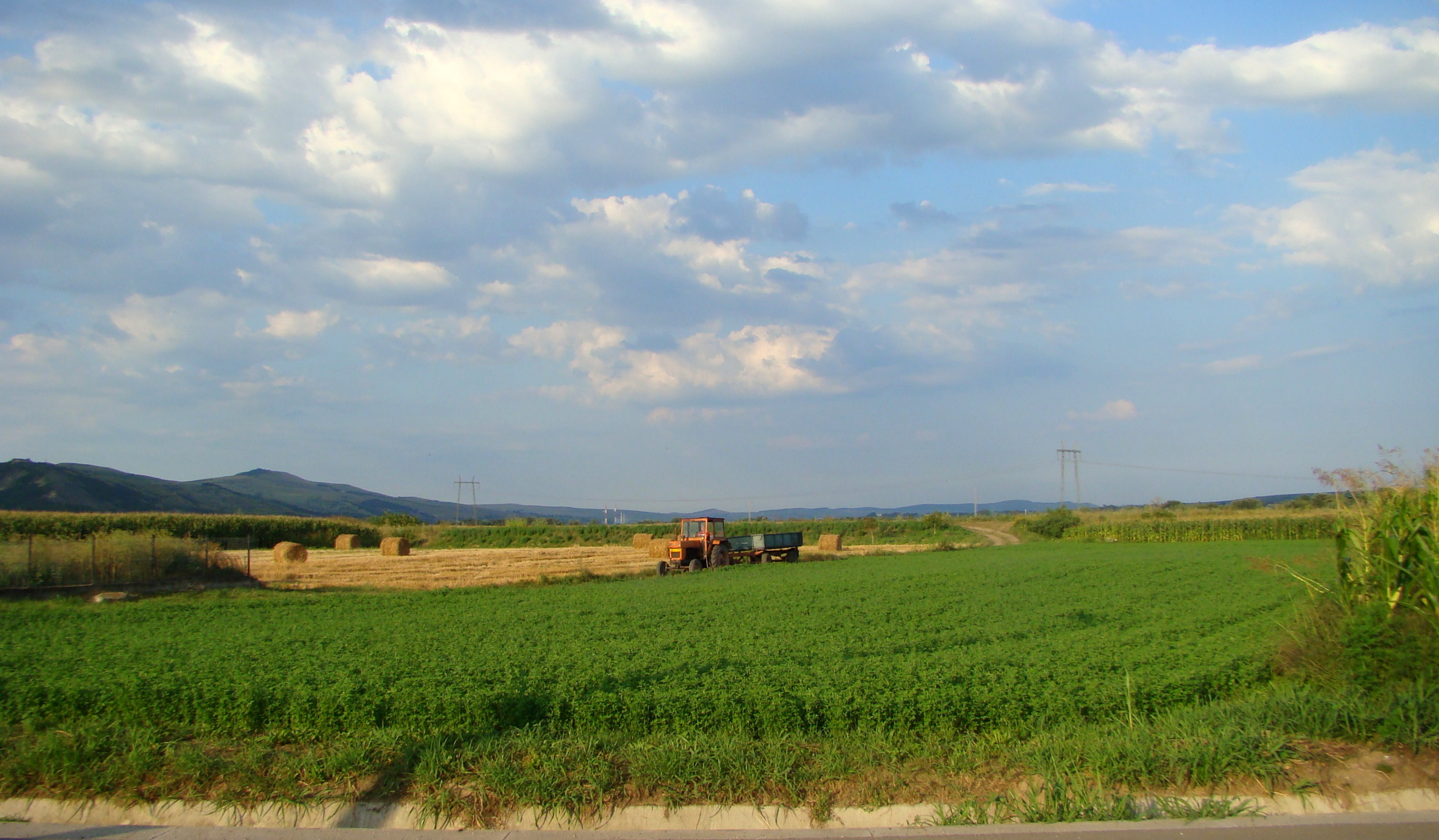
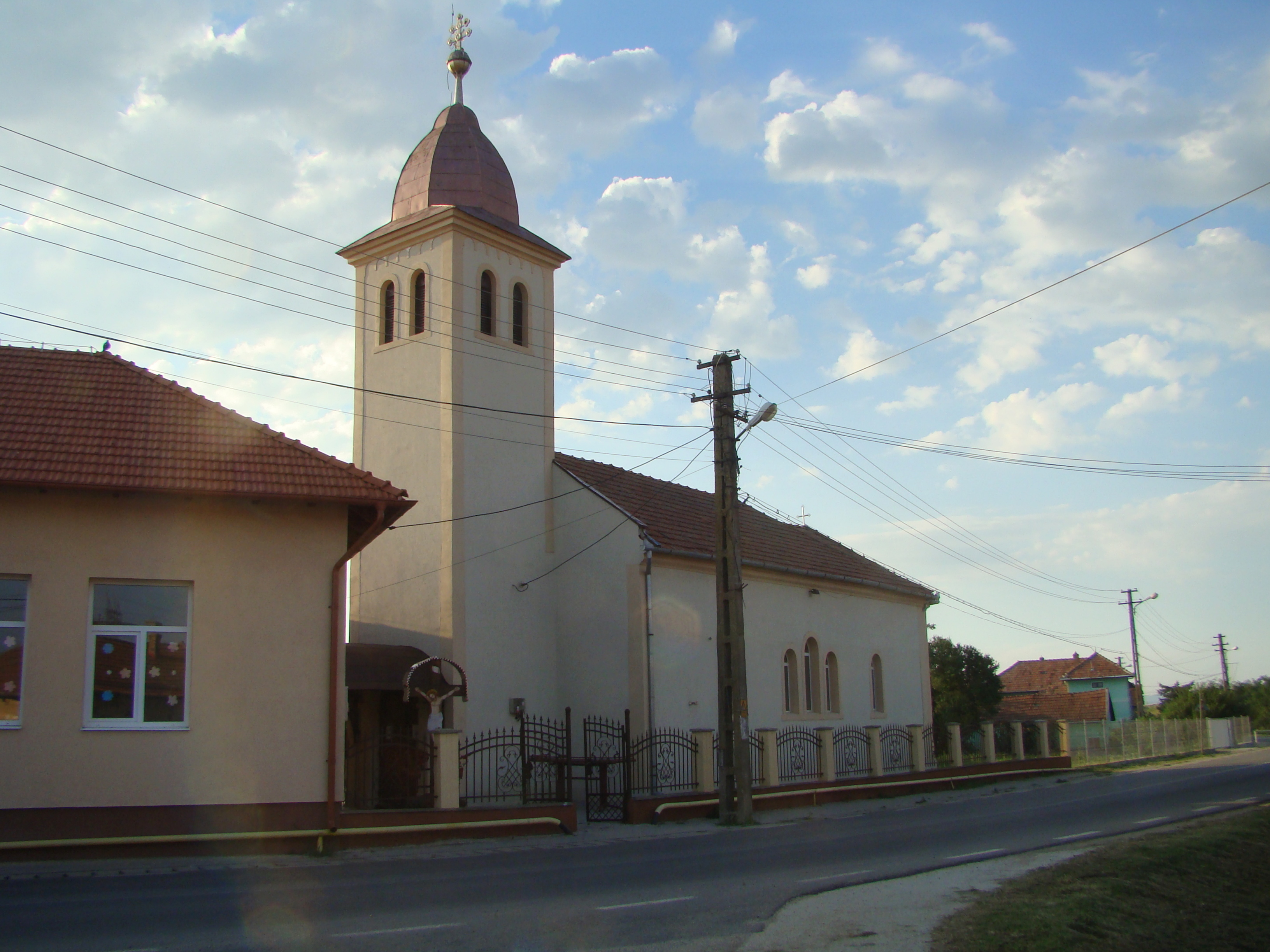
Biserica ortodoxă (1943)
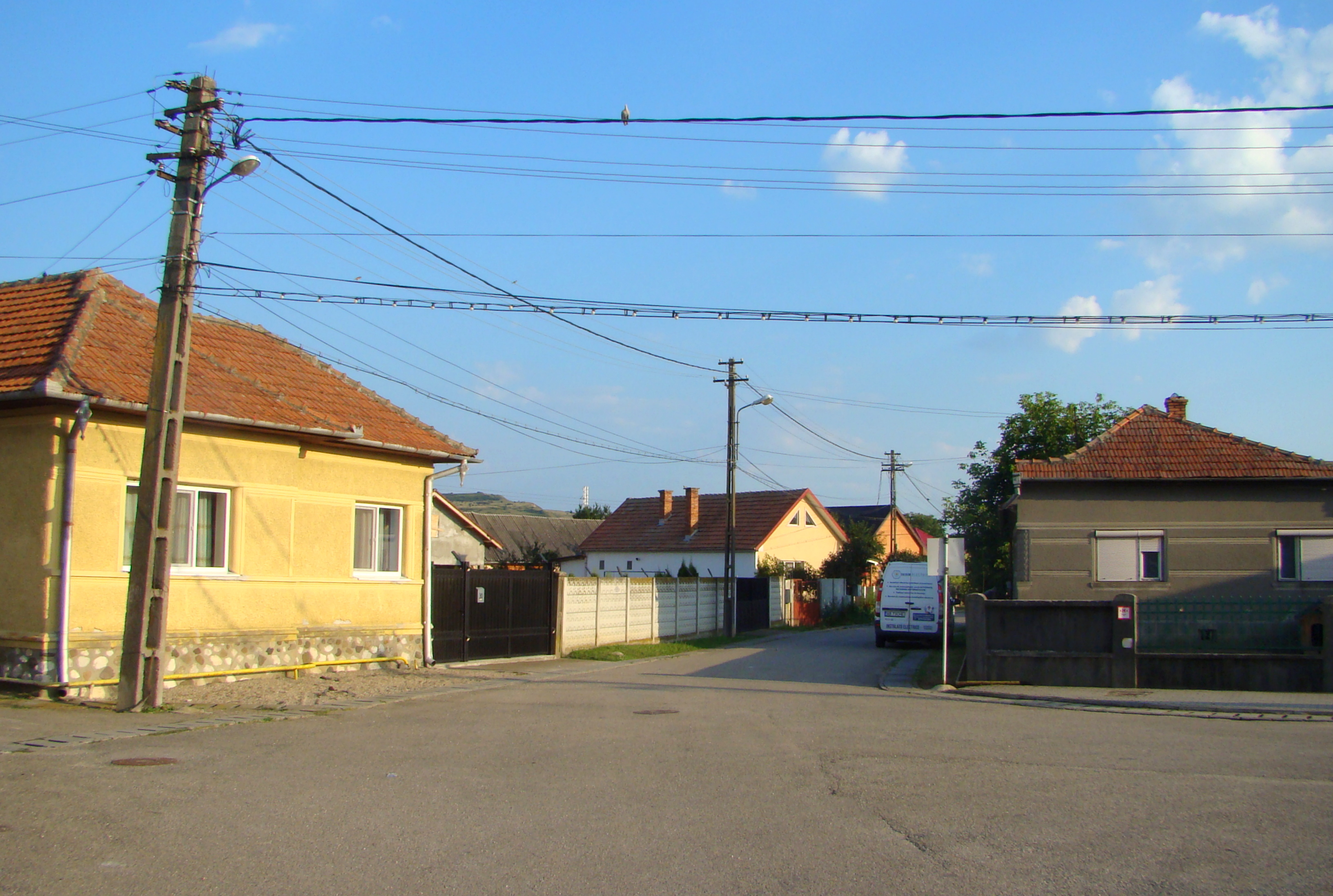
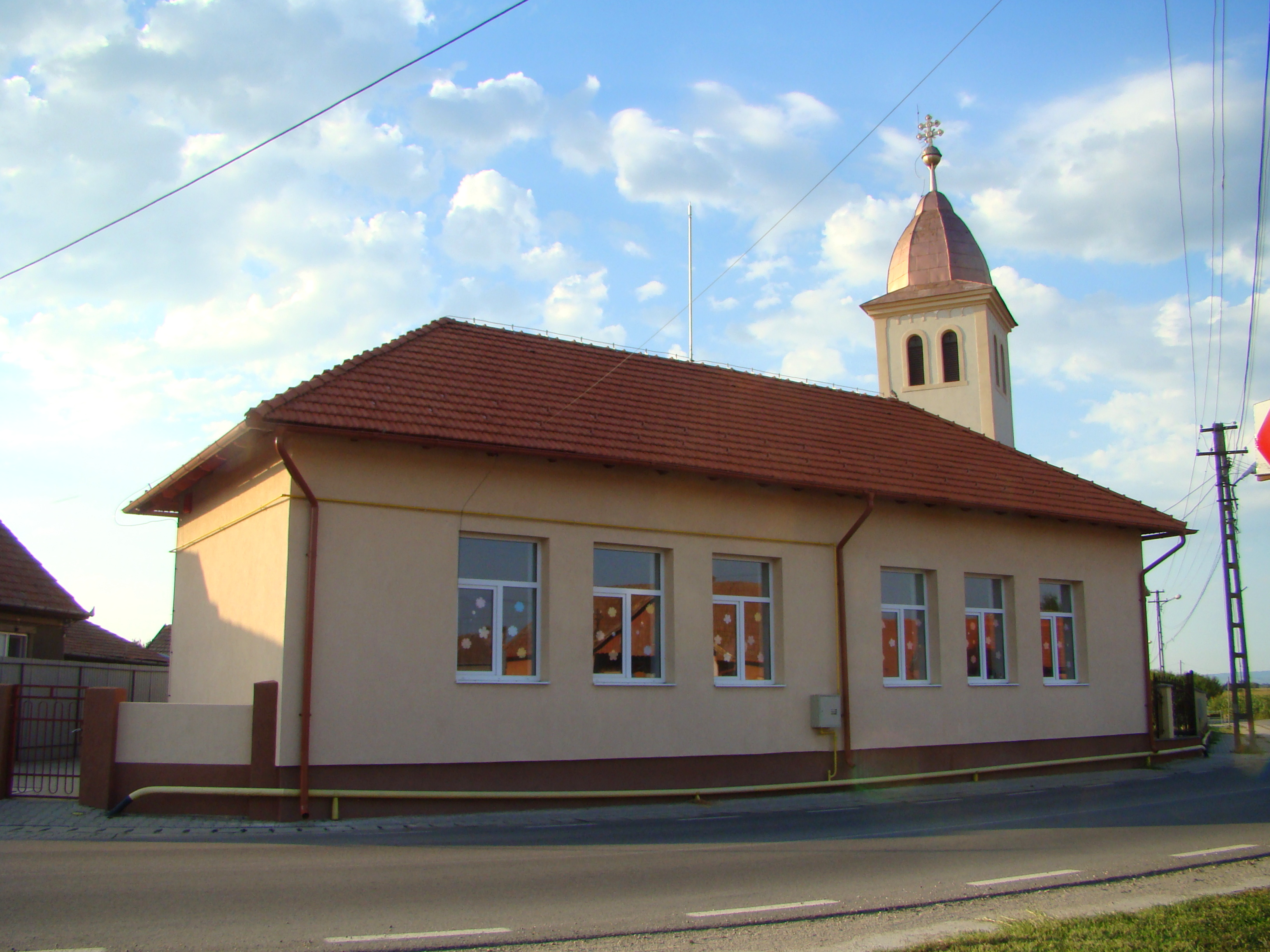
Școala
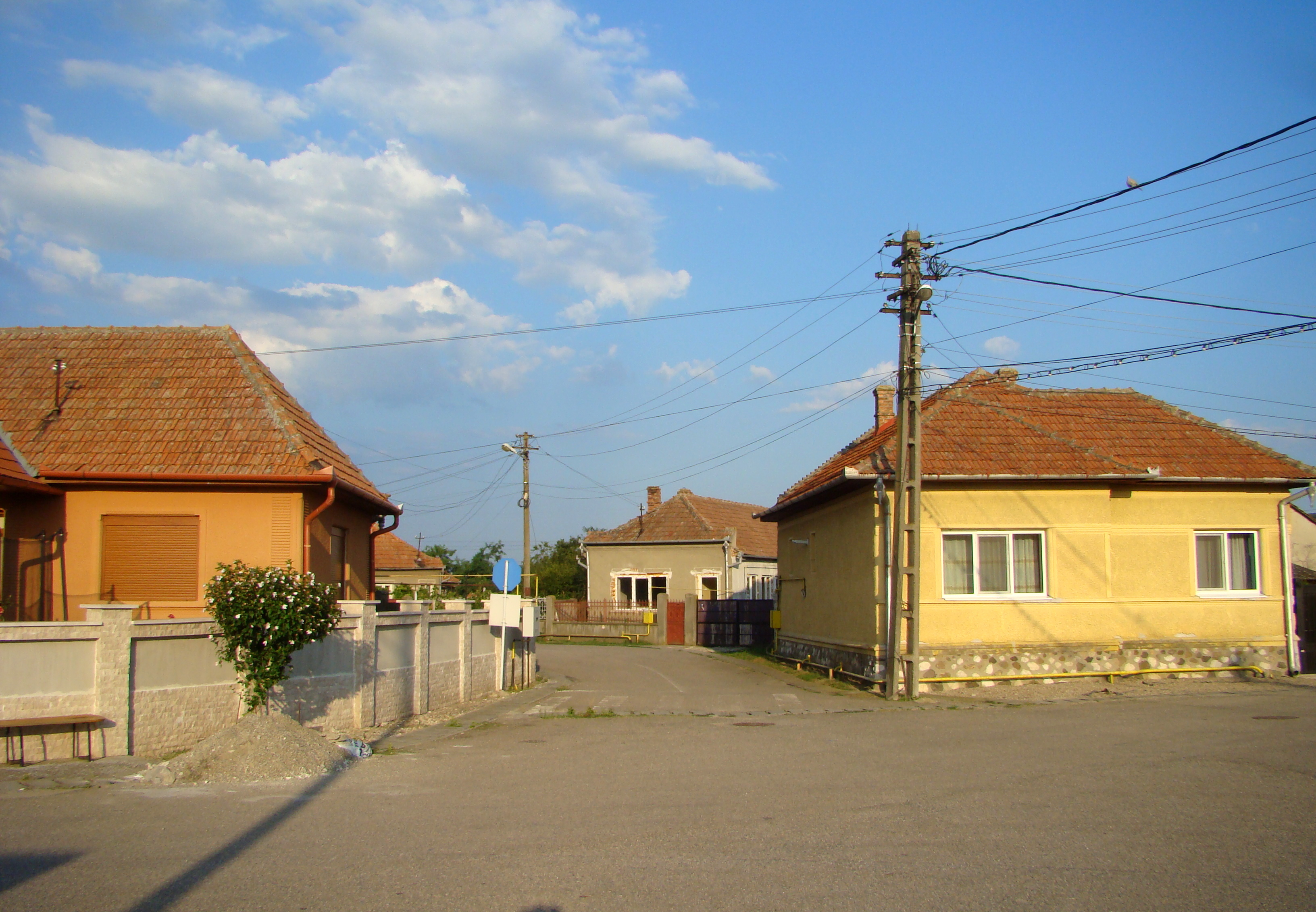
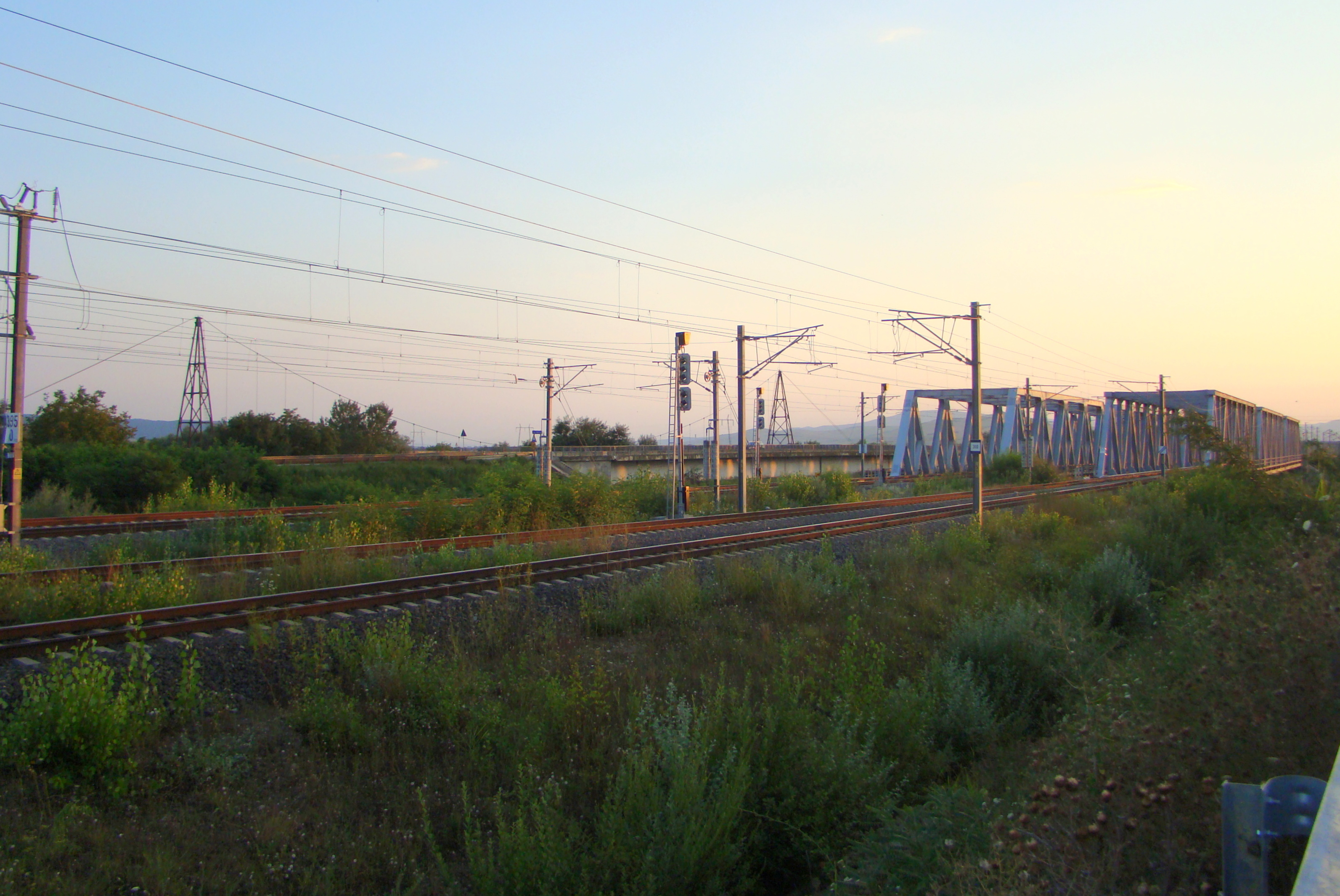
Podurile de cale ferată (Coșlariu Podu Mureș)
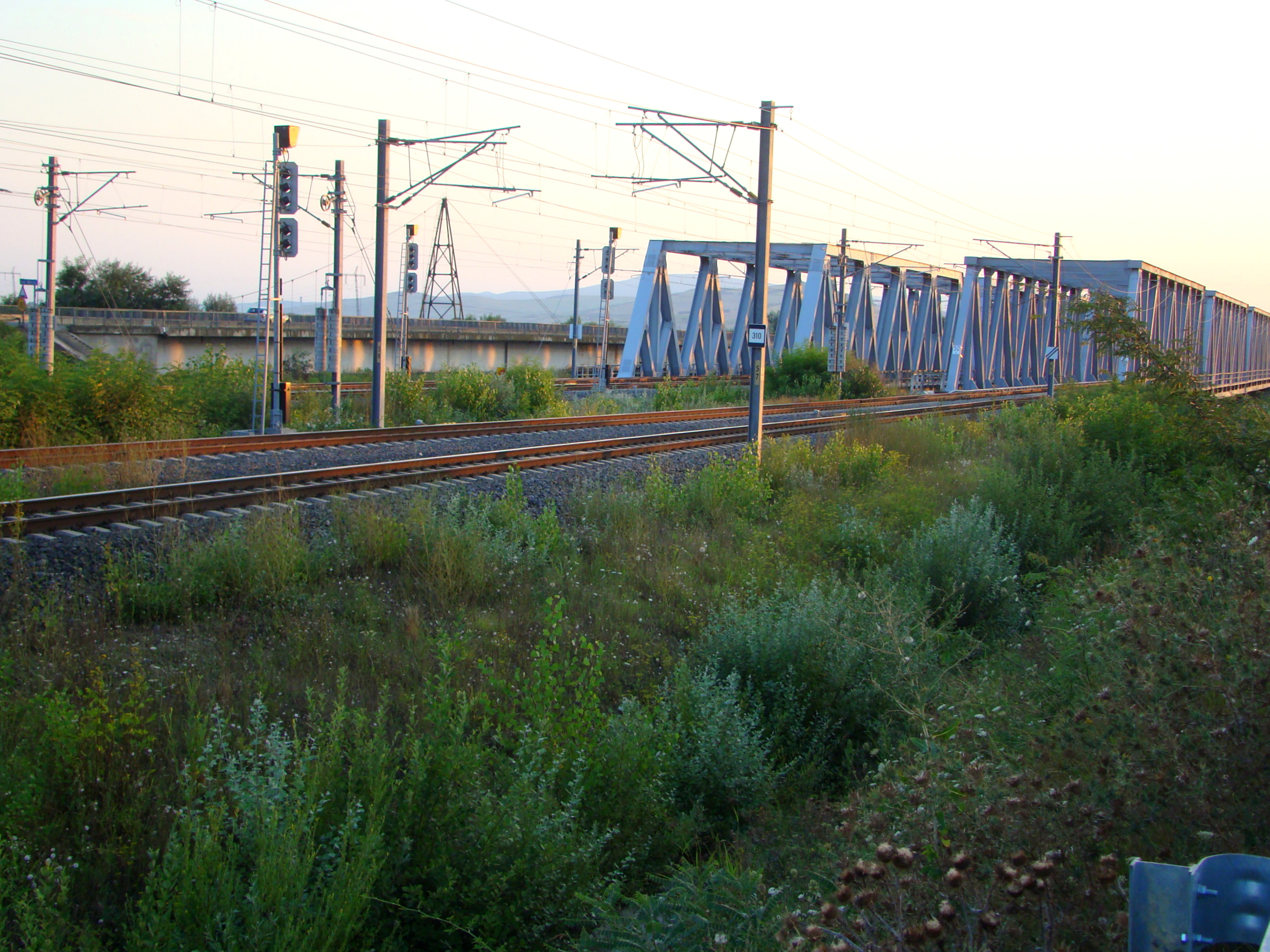
Podurile de cale ferată (Coșlariu Podu Mureș)